# Sphegina tricoloripes
Sphegina tricoloripes är en tvåvingeart som beskrevs av Enrico Adelelmo Brunetti 1915. Sphegina tricoloripes ingår i släktet midjeblomflugor, och familjen blomflugor. Inga underarter finns listade i Catalogue of Life.